# لوسي ويكس
لوسي ويكس (20 مارس 1982 في المملكة المتحدة - ) (بالإنجليزية: Lucy Wicks)‏ هي لاعبة كرة طائرة المملكة المتحدة في مركز ممرر ‏. شاركت في الألعاب الأولمبية الصيفية 2012. ولعبت مع Ladies in Black Aachen ‏.

## وصلات خارجية
- لوسي ويكس على موقع أوليمبيديا (الإنجليزية)
- لوسي ويكس على موقع اللجنة الأولمبية البريطانية (الإنجليزية)